# Paul Naschy
Jacinto Molina Álvarez, conegut artísticament com Paul Naschy (Madrid, 6 de novembre de 1934-ibídem, 30 de novembre de 2009), va ser un actor, director de cinema, guionista i aixecador de pesos espanyol. Va participar com a actor en més de cent pel·lícules i sèries de televisió, en 39 com a guionista i en 14 com a director.
Segons ell mateix, va decidir dedicar-se al cinema de terror després de veure la pel·lícula Frankenstein i l'home llop. Va ser un dels més famosos intèrprets de l'home llop, realitzant aquest paper en nombroses ocasions a partir de 1968.

## Biografia
Sent jove Jacinto Molina va practicar la gimnàstica i més endavant l'halterofília, esport dins del qual es va proclamar campió d'Espanya en 1958 en la categoria de pes lleuger. Amb aquest triomf va ser seleccionat per a representar Espanya als campionats europeu i mundial de 1961, que es van celebrar a Viena, i on va acabar com a sisè lloc europeu i novè mundial.
En 1960 va acudir a participar com a extra en la pel·lícula estatunidenca Rei de reis (dirigida per Nicholas Ray), que es va rodar a Espanya i en la que va ser seleccionat per a fer d'un servent d'Herodes Antipas, a causa del físic que la pràctica de l'halterofília li havia donat. Aquesta va ser la seva primera participació parcialment recognoscible al cinema. Amb motiu de l'estrena a nivell mundial de la pel·lícula La marca del hombre lobo se li va demanar que triés un sobrenom, perquè el film pogués ser venut més fàcilment en tots costats. Recordant a un altre halterista, el hongarès Imre Nagy, va prendre el seu cognom per a compondre el que seria el seu nom artístic, Paul Naschy.
Al llarg de la seva trajectòria va encarnar a nombroses figures del cinema de terror clàssic, com el home llop, el Geperut, el Comte Dràcula, La mòmia... el que li ha reportat el qualificatiu de El Lon Chaney espanyol. Un dels seus personatges més famosos és Waldemar Daninsky, un home-llop que apareix en diversos dels seus films, començant en 1968 amb La marca del hombre lobo. El nom del personatge va ser pres d'un levantador de pesos polonès al qual va conèixer en els campionats mundials, Waldemar Bachanvski. En 1994 va crear el Festival de Cinema Fantàstic de Burgos (Fantastic Burgos).
En 2009 es va publicar Alaric de Marnac, la seva única novel·la, en la qual donava la seva última versió de personatges i successos ja engiponats en pel·lícules com El espanto surge de la tumba (1972) o El mariscal del infierno (1974). El 30 de novembre de 2009 va morir a causa d'un cáncer. Està enterrat a Burgos, ciutat natal de la seva dona i en la qual va passar part de la seva infància.
Com a curiositat val a dir que Naschy va tenir en la seva joventut tracte d'amistat amb l'assassí José María Jarabo.

## Reconeixements
Joan Carles I li va lliurar en 2001 la Medalla d'Or al Mèrit en les Belles Arts per la seva carrera.
En el documental del 2010 Las imágenes perdidas. La otra mirada del director espanyol Juan Pinzás, es poden veure les últimes imatges de Naschy, en un film que va acabar de rodar un mes abans de la seva defunció. En aquesta pel·lícula-documental, es dona vida a si mateix parlant de la vida, de la seva malaltia, de la mort i del cinema al costat de realitzadors com Javier Gurruchaga, entre d'altres.

## Filmografia

### Como director
- Inquisición (1976).
- El huerto del francés (1977).
- Madrid al desnudo (1978).
- El caminante (1979).
- Los cántabros (1980).
- El carnaval de las bestias (1980).
- El retorno del hombre-lobo (1981).
- Latidos de pánico (1983).
- La bestia y la espada mágica (1983).
- El último kamikaze (1984).
- Mi amigo el vagabundo (1984).
- Operación Mantis (El exterminio del macho) (1984).
- El aullido del diablo (1987).
- La noche del ejecutor (1992).
- Empusa (2010).

### Com a actor
- La esclava del paraiso (José María Elorrieta, 1967).
- La marca del hombre lobo (Enrique L. Eguiluz, 1968).
- Las noches del hombre lobo (René Govar, 1969). inacabada
- Los monstruos del terror (Tulio Demicheli, 1970).
- La noche de Walpurgis (León Klimovsky, 1971).
- La furia del hombre lobo (José María Zabalza, 1971).
- Jack el destripador de Londres (José Luis Madrid, 1972).
- Dr. Jekyll y el Hombre Lobo (León Klimovsky, 1972).
- Los crímenes de Petiot (José Luis Madrid, 1972).
- El espanto surge de la tumba (Carlos Aured, 1972).
- Disco rojo (Rafael Romero Marchent, 1972).
- La rebelión de las muertas (León Klimovsky, 1973).
- El jorobado de la Morgue (Javier Aguirre, 1973).
- El gran amor del Conde Drácula (Javier Aguirre, 1973).
- La orgía de los muertos (José Luis Merino, 1973).
- La venganza de la momia (Carlos Aured, 1973).
- El retorno de Walpurgis (Carlos Aured, 1973).
- El asesino está entre los trece (Javier Aguirre, 1973).
- Los ojos azules de la muñeca rota (Carlos Aured, 1973).
- Tarzán en las minas del rey Salomón (José Luis Merino, 1973).
- Las ratas no duermen de noche (Juan Fortuny, 1973).
- Una libélula para cada muerto (León Klimovsky, 1974).
- El mariscal del infierno (León Klimovsky, 1974).
- La diosa salvaje (Miguel Iglesias, 1974).
- La cruz del diablo (John Gilling, 1975).
- Exorcismo (Juan Bosch, 1975).
- La maldición de la bestia (Miguel Iglesias, 1975).
- Los pasajeros (José Antonio Barrero, 1975).
- Todos los gritos del silencio (Ramón Barco, 1975).
- Muerte de un quinqui (León Klimovsky, 1975).
- Ambición fallida (Christian-Jaque, 1975).
- Último deseo (León Klimovsky, 1976).
- Secuestro (León Klimovsky, 1976).
- Inquisición (Jacinto Molina, 1976).
- Pecado mortal (Miguel Ángel Díaz, 1977).
- El francotirador (Carlos Puerto, 1977).
- Muerte de un presidente (José Luis Madrid, 1977).
- El transexual (José Jara, 1977).
- El huerto del francés (Jacinto Molina, 1977).
- Madrid al desnudo (Jacinto Molina, 1978).
- El caminante (Jacinto Molina, 1979).
- Los cántabros (Jacinto Molina, 1980).
- El carnaval de las bestias (Jacinto Molina, 1980).
- El retorno del hombre lobo (Jacinto Molina, 1980).
- Misterio en la isla de los monstruos (Juan Piquer Simón, 1981).
- La batalla del porro (Joan Minguell, 1981).
- Buenas noches, señor monstruo (Antonio Mercero, 1982).
- La espada del samurái (Jacinto Molina, 1982, TV).
- Latidos de pánico (Jacinto Molina, 1983).
- La bestia y la espada mágica (Jacinto Molina, 1983).
- El último kamikaze (Jacinto Molina, 1984).
- Mi amigo el vagabundo (Jacinto Molina, 1984).
- Operación Mantis (El exterminio del macho) (Jacinto Molina, 1984).
- Mordiendo la vida (Martín Garrido, 1986).
- El aullido del diablo (Jacinto Molina, 1987).
- Aquí huele a muerto (Álvaro Sáenz de Heredia, 1989).
- State of Mind (Reginald Adamson, 1992).
- La noche del ejecutor (Jacinto Molina, 1992).
- Los Resucitados (Arturo de Bobadilla, 1995).
- Licántropo: el asesino de la luna llena (Francisco Rodríguez Gordillo, 1996).
- Científicamente perfectos (Francisco Javier Capell, 1996).
- Cuando el mundo se acabe te seguiré amando (Pilar Sueiro, 1998).
- El ojo de la Medusa (José Cabanach, 1998).
- Érase otra vez (Juan Pinzás, 2000).
- La gran vida (Antonio Cuadri, 2000).
- School Killer (Carlos Gil, 2001).
- El lado oscuro (Luciano Berriatúa, 2002).
- Octavia (Basilio Martín Patino, 2002).
- Mucha sangre (Pepe de las Heras, 2002).
- Tomb of the Werewolf (Fred Olen Ray, 2004).
- Countess Dracula's Orgy of Blood (Donald F. Glut, 2004).
- Rojo sangre (Christian Molina, 2004).
- Rottweiler (Brian Yuzna, 2004).
- Um lobisomem na Amazônia (Ivan Cardoso, 2005).
- Crímenes ejemplares de Max Aub (curt) (Carlos Grau, 2005)
- The Edgar Allan Poe Collection: Vol. 1: Annabel Lee & Other Tales of Mystery and Imagination (2006). Segment El corazón delator (Alfonso S. Suárez).
- La duodécima hora (Rodrigo Plaza y Juanma Ruiz, 2007).
- Lágrimas de papel (Ángel Gómez, 2007).
- The Vampyre by John W. Polidori (Alejandro Ballesteros i Antonio Curado, 2007).
- La herencia Valdemar (José Luis Alemán, 2009).
- Nadie Inquietó Más - Narciso Ibáñez Menta (2009) .. Ell mateix
- La sonrisa del lobo (Javier Perea, 2009).
- La herencia Valdemar II: La sombra prohibida (José Luis Alemán, 2010)
- Empusa (Jacinto Molina, 2010).
- Las imágenes perdidas. La otra mirada (Juan Pinzás, 2010)
- O Apóstolo (F. Cortizo, 2012)